# Ascer (biskop i Växjö)
Ascer (död 1287) var biskop i Växjö stift från 1261.
Vid ärkebiskop Jakob Israelssons visitation i Växjö år 1280, fann han att biskopen hade begått simoni och att han hade haft sex med fyra unga kvinnor. Ascer avsattes, men lyckades få sitt ämbete tillbaka efter överklagan i Rom.